# Усяж
Усяж (біл. вёска Усяж) — село в складі Смолевицького району Мінської області, Білорусь. Село є адміністративним центром Усяжської сільської ради, розташоване в центральній частині області.